# Avenida de la Luz
La avenida de la Luz era una galería comercial subterránea de Barcelona ubicada bajo la calle de Pelayo, tocando la Rambla, entre la plaza de Cataluña, la calle de Balmes y la calle de Vergara, al lado del vestíbulo de los Ferrocarriles de la Generalidad de Cataluña, abierta desde 1940 hasta 1990. Fue la primera galería comercial subterránea de Barcelona y de Europa. 

## Historia
El impulsor del proyecto fue Jaume Sabaté Quixal y se inauguró el 28 de julio de 1940 por el general Múgica en representación del capitán general, con un discurso patriótico y con la entonación del Himno nacional. Más tarde, el 30 de octubre del mismo año, el capellán Joan Salvans, en nombre del obispo administrador de la Diócesis, bendijo las instalaciones. A pesar de ello, el túnel ya existía desde 1929, ya que fue construido como parte de la estación de Plaza de Cataluña de los FGC con motivo de la Exposición Internacional de Barcelona de 1929.
Fue premiada por el Ayuntamiento de Barcelona y fue declarada de atracción turística en 1949. La avenida tenía que formar parte de una ciudad subterránea que conduciría desde la rambla de Cataluña hasta la plaza de Urquinaona, pero a partir de los años sesenta comenzó su declive, y en los setenta quedó prácticamente abandonada por los usuarios y las autoridades. Durante buena parte del día acabó siendo refugio de numerosos vagabundos. Las condiciones higiénicas eran precarias y el número de comercios activos disminuyó por debajo de la mitad, siendo la mayoría bares. 
El 21 de mayo de 1990 se cerró definitivamente. Los problemas técnicos y económicos y el vacío legal hicieron al fin inviable el proyecto de la Ciudad Subterránea. Históricamente, hubo dos propuestas de remodelación: en 1950 y en 1984, en las que se propuso transformar la avenida en un centro artesanal parecido a los que existían en otras ciudades europeas, pero no se llegaron a realizar. El proyecto de reurbanización del por aquel entonces conocido como Triangle de la Vergonya (Triángulo de la vergüenza) -el solar existente en la calle de Pelayo, que fue reconvertido y ocupado por el centro comercial El Triangle- forzó su desaparición. Parte de los antiguos comerciantes de la avenida todavía siguen activos, ya sea en nuevos locales en la ciudad o en otros que ya tenían.

## Locales
Con 175 metros de longitud y 10 metros de anchura, la avenida de la Luz contaba inicialmente con sesenta y cinco locales. A pesar de ello, con el paso del tiempo el número de comercios existentes y activos fue decreciendo. Algunos de los locales más famosos fueron:
- Òptic Audiolens. Delante del Cine Avenida de la Luz, en los números 40-42. Se utilizó para realizar un concurso de Ràdio Barcelona de "cara al público".

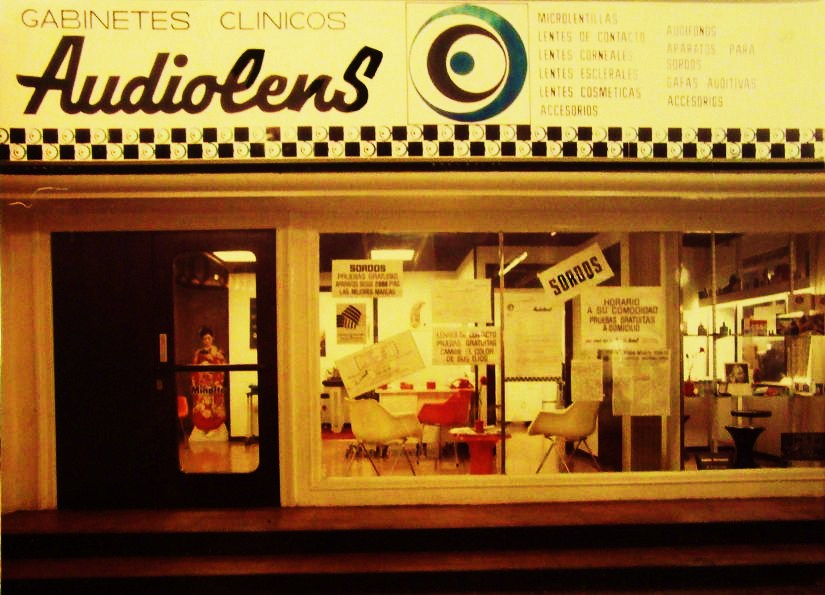
Òptic Audiolens.

- Vinos Montroy-Pedro Masana, con un característico muñeco vestido de baturrico que escanciaba de forma continua un chorro de vino tinto

- Una barbería

- Un estanco, al lado de los lavabos

- Bar La Granja, conocido popularmente com el bar de los donuts

- La Bombonería Catalunya

- Una tienda de fotografía.

- El Bazar Orozar (Bazar de oro), en los números 31 y 41.

- La Casa Chiva, de máquinas para género de punto.

- Tricotosas, en el número 45.

- Máquinas de coser Singer, en el número 31.

- Máquinas de coser Refrey, en el número 36.

- Tienda de caricaturas del artista BON.

- Una tienda para encargar lápidas de cementerio, en el número 42, hacia 1976.

- El Cine Avenida de la Luz , en el número 12. Se inauguró el 1 de enero de 1943 con un programa dedicado a Walt Disney, ya que todavía se estaba construyendo cuando se abrió la avenida. Acabó transformándose en un cine de películas para adultos. Cerró definitivamente el 22 de noviembre de 1992 y posteriormente fue tapiado. La última película que se proyectó fue El placer entre las nalgas. Fue la primera piedra del Imperi Balañá.

- La Armería Beristain, en el número 58, a la derecha entrando por Plaza de Cataluña, por el pasillo que llega desde la entrada de la cafetería Zúrich. Antes había estado ocupado por Deportes Martín.

- Una tienda de duplicado de llaves.

- La agencia CCC -centro de estudios por correspondencia-.

- Máquinas de escribir Rikgim.

- Bazar Americano, en el número 19.

- Relojería Suiza.

- Patatas Miss.

- Inmobiliaria Castelltort.

- Una oficina de publicación de anuncios de La Vanguardia.

- Una oficina de la Fira de Mostres.

- Una oficina de colocación para el servicio doméstico.

- Un estand de venta de entradas para diversos espectáculos.

- Relojería Seiko – CYMA.

- Un salón recreativo, en el número 14, con aforo para 104 personas.

- Facturación y consigna de maletas.

- Una lavandería.

- Servicios (lavabos).

- Duchas.

- Una sastrería, regentada por la familia Carceller, al lado de un local donde hacían neulas (los 'pampers')

- Una churrería, entrando desde la Rambla a mano izquierda

- Una perfumería

- Una de las primeras oficinas de apuestas, en el medio de la avenida, cerca del estanco, delante de la Armería Beristain.

- Una taquilla de apuestas para las carreras de galgos del Canódromo Avenida, en la Gran Vía.

- Un local donde hacían apuestas de caballos.

## En la actualidad
Actualmente, parte del pasillo subterráneo de la avenida de la Luz está ocupado por la marca de cosméticos francesa Sephora, que a su vez pertenece al centro comercial El Triangle, donde todavía se puede ver las características columnas, ahora pintadas de blanco y negro. El resto pertenece a los FGC y ha quedado tapiado o escondido, como ocurre con el Cine Avenida de la Luz o el Salón Recreativo.

## Curiosidades
La avenida de la Luz es el escenario del videoclip de una canción de Loquillo dedicada a este lugar. Dicho videoclip pertenece a su disco "¿Dónde estabas tú en el 77?", publicado en 1984. Dicho videoclip fue rodado en ese mismo año, 1984, por lo que las imágenes que aparecen en él pertenecen a la última época de la avenida de la Luz. En el videoclip se pueden apreciar varios establecimientos de la esta avenida, como el Bazar Orozar (minuto 2:32), la tienda de fotografía (minuto 2:39), La Casa Chiva (minuto 3:18) o el Cine Avenida de la Luz, que en el momento del rodaje del videoclip proyectaba la película "Espermula" (minuto 4:14). 
Bigas Luna rodó una escena de Bilbao, su segunda película, en 1978.
Además, el 8 de mayo de 2008 un grupo de aficionados y nostálgicos de la Avinguda consiguieron el permiso de los operarios de los FGC para acceder a los restos y visitarlas.
El 24 de marzo de 2015, la escritora María Zaragoza publica la novela "Avenida de la Luz" (Editorial Minotauro, 2015) cuyo telón de fondo es la Avenida de la Luz de Barcelona.